# Ondřej Perušič
Ondřej Perušič (Praga, 26 de setembro de 1994) é um voleibolista de praia checo.

## Carreira
Em 2017 competindo ao lado de David Schweiner obteve sua primeira medalha no Circuito Mundial de Vôlei de Praia de 2018 ao conquistar a medalha de prata no Aberto de Montpellier, categoria uma estrela, mesmo feito obtido no Aberto de Mersin, categoria tres estrelas, sendo semifinalistas no Aberto de Ostrava, categoria quatro estrelas.
No Circuito Mundial de 2019 permaneceu com a mesma composição de dupla e obteve o vice-campeonato no Aberto de Ostrava, categoria quatro estrelas.
Em 2023, ao lado de Schweiner, conquistou o Campeonato Mundial depois de vencer os suecos David Åhman e Jonatan Hellvig por dois sets a um na final em Tlaxcala de Xicohténcatl, México.

## Títulos e resultados
- Torneio 4* de Ostrava do Circuito Mundial de Vôlei de Praia: 2019
- Torneio 3* de Mersin do Circuito Mundial de Vôlei de Praia: 2018
- Torneio 1* de Montpellier do Circuito Mundial de Vôlei de Praia: 2018
- Torneio 4* de Ostrava do Circuito Mundial de Vôlei de Praia: 2018